# Klaus Czernuska

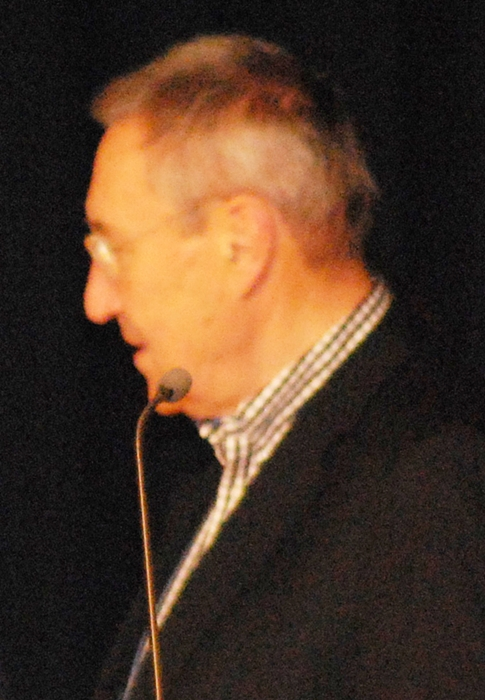
Klaus Czernuska (Dezember 2013)

Klaus Czernuska (* 10. September 1943 in Jägerndorf, Reichsgau Sudetenland; † 3. Februar 2015 in Bad Wimpfen) war ein deutscher Diplom-Verwaltungswirt (FH) und Kommunalpolitiker. Von 1976 bis 1989 war er Bürgermeister der Stadt Bad Wimpfen und von 1989 bis 2005 Landrat des Landkreises Heilbronn.

## Leben
Nach Stationen in den Verwaltungen der Universitäten Heidelberg und Ulm und als Verwaltungsleiter im Heilbad Wildbad war Czernuska von 1976 bis 1989 Bürgermeister der Stadt Bad Wimpfen. Von 1989 bis 2005 war Czernuska, der Mitglied der CDU war, als Nachfolger Otto Widmaiers Landrat des Landkreises Heilbronn. Nach einer Wiederwahl 1997 kandidierte er 2005 nicht mehr für eine dritte Amtszeit. Sein Nachfolger wurde Detlef Piepenburg.
Im Anschluss war er als Berater bei Kaufland tätig. 2008 wechselte er zur Kaufland-Eigentümerin Dieter Schwarz Stiftung, wo er als zweiter Geschäftsführer neben Erhard Klotz für die beiden Stiftungsprojekte Experimenta Heilbronn und AIM, eine gemeinnützige Bildungsförderungs-GmbH, zuständig war.

## Familie
Klaus Czernuska war verheiratet. Mit seiner Frau Hildegard hatte er vier Kinder.

## Auszeichnungen
2005 erhielt Klaus Czernuska das Bundesverdienstkreuz am Bande. Ebenfalls 2005 erhielt er die Silberne Ehrenmedaille des Landkreistags Baden-Württemberg.